# Suburgatory
Suburgatory is een Amerikaanse sitcom die werd uitgezonden op ABC tussen 28 september 2011 en 14 mei 2014. De serie is bedacht door Emily Kapnek. De titel is een porte-manteau en staat voor suburban en purgatory.

## Plot
De komedieserie volgt het leven van George Altman, een alleenstaande vader die met zijn dochter Tessa uit het drukke stadsleven van New York naar een buitenwijk verhuist. De nieuwe wijk en zijn inwoners blijken echter iets te perfect.

## Spelers
- Jeremy Sisto als George Altman
- Jane Levy als Tessa Altman
- Carly Chaikin als Dalia Oprah Royce
- Allie Grant als Lisa Marie Shay LeFrique
- Cheryl Hines als Dallas Royce
- Ana Gasteyer als Sheila Shay
- Chris Parnell als Fred Shay
- Alan Tudyk als Noah Werner

## Afleveringen
| Seizoen | Afleveringen | Eerste uitzenddatum (VS) |
| ------- | ------------ | ------------------------ |
| 1       | 22           | 28 september 2011        |
| 2       | 22           | 17 oktober 2012          |
| 3       | 13           | 15 januari 2014          |